# Gimnástica Segoviana Club de Fútbol
La Gimnástica Segoviana Club de Fútbol è una società calcistica con sede ad Segovia, nella regione di Castiglia e León, in Spagna. 
Gioca nella Primera Federación, la terza serie del campionato spagnolo.
Fondata nel 1928 come Sociedad Deportiva Gimnástica Segoviana, gioca le partite interne nello stadio municipale La Albuera, con capienza di 6.500 posti e dimensioni di 105x68 metri. Prima dell'attuale struttura la squadra disputava le gare interne a La Dehesa (fino al 28 giugno del 1932), al Chamberí (fino al 23 aprile del 1944) e al Peñascal (fino al 27 giugno del 1977, quando si passò all'attuale stadio).

## Tornei nazionali
- 2ª División: 0 stagioni
- 2ª División B: 3 stagioni
- 3ª División: 54 stagioni

## Stagioni
| Stagione    | Categoria | Posizione |
| ----------- | --------- | --------- |
| 1944/45     | 3ª        | 6°        |
| 1945/46     | 3ª        | 10°       |
| 1946/47     | Cat. reg. | —         |
| 1947/48     | 3ª        | 6°        |
| 1948/49     | 3ª        | 13°       |
| 1949/50     | Cat. reg. | —         |
| 1950/51     | 3ª        | 8°        |
| 1951/52     | 3ª        | 15°       |
| 1952/53     | Cat. reg. | —         |
| 1953/54     | Cat. reg. | —         |
| 1954/55     | 3ª        | 7°        |
| 1955/56     | 3ª        | 7°        |
| 1956/57     | 3ª        | 9°        |
| 1957/58     | 3ª        | 17°       |
| dal 1958-59 | Cat. reg. | —         |
| al 1961-62  | Cat. reg. | —         |
| 1962/63     | 3ª        | 10°       |

| Stagione    | Categoria | Posizione |
| ----------- | --------- | --------- |
| 1963/64     | 3ª        | 6°        |
| 1964/65     | 3ª        | 5°        |
| 1965/66     | 3ª        | 4°        |
| 1966/67     | 3ª        | 15°       |
| 1967/68     | 3ª        | 3°        |
| 1968/69     | 3ª        | 18°       |
| 1969/70     | 3ª        | 18°       |
| dal 1970-71 | Cat. reg. | —         |
| al 1981-82  | Cat. reg. | —         |
| 1982/83     | 3ª        | 17°       |
| 1983/84     | 3ª        | 11°       |
| 1984/85     | 3ª        | 7°        |
| 1985/86     | 3ª        | 5°        |
| 1986/87     | 3ª        | 10°       |
| 1987/88     | 3ª        | 9°        |
| 1988/89     | 3ª        | 7°        |
| 1989/90     | 3ª        | 13°       |

| Stagione | Categoria | Posizione |
| -------- | --------- | --------- |
| 1990/91  | 3ª        | 15°       |
| 1991/92  | 3ª        | 7°        |
| 1992/93  | 3ª        | 7°        |
| 1993/94  | 3ª        | 6°        |
| 1994/95  | 3ª        | 6°        |
| 1995/96  | 3ª        | 8°        |
| 1996/97  | 3ª        | 16°       |
| 1997/98  | 3ª        | 2°        |
| 1998/99  | 3ª        | 2°        |
| 1999/00  | 2ªB       | 19°       |
| 2000/01  | 3ª        | 4°        |

| Stagione | Categoria | Posizione |
| -------- | --------- | --------- |
| 2001/02  | 3ª        | 2°        |
| 2002/03  | 3ª        | 7°        |
| 2003/04  | 3ª        | 1°        |
| 2004/05  | 3ª        | 3°        |
| 2005/06  | 3ª        | 1°        |
| 2006/07  | 3ª        | 2°        |
| 2007/08  | 3ª        | 2°        |
| 2008/09  | 3ª        | 8°        |
| 2009/10  | 3ª        | 8°        |
| 2010/11  | 3ª        | 3°        |
| 2011/12  | 2ªB       | —         |

## Palmarès

### Competizioni nazionali
- Tercera División: 1

2003-2004, 2005-2006, 2016-2017
- Segunda Federación: 1

2023-2024 (gruppo 5)